# Diphyus japonicus
Diphyus japonicus är en stekelart som först beskrevs av Tohru Uchida 1926.  Diphyus japonicus ingår i släktet Diphyus och familjen brokparasitsteklar. Inga underarter finns listade i Catalogue of Life.